# Zoufftgen
Zoufftgen (Duits: Suftgen, Luxemburgs: Suuftgen) is een gemeente in het Franse departement Moselle in de regio Grand Est. De gemeente telde 1.271 inwoners op 1 januari 2022.

## Geschiedenis
Zoufftgen maakte tot 2015 deel uit van het arrondissement Thionville-Est en kanton Cattenom. Op 1 januari van dat jaar fuseerden de arrondissementen van Thionville tot het arrondissement Thionville. Toen het kanton op 22 maart 2015 werd opgeheven werden de gemeenten opgenomen in het kanton Yutz.

## Geografie
De oppervlakte van Zoufftgen bedraagt 16,7 vierkante kilometer; Op 1 januari 2022 was de bevolkingsdichtheid 76,1 inwoners per km².

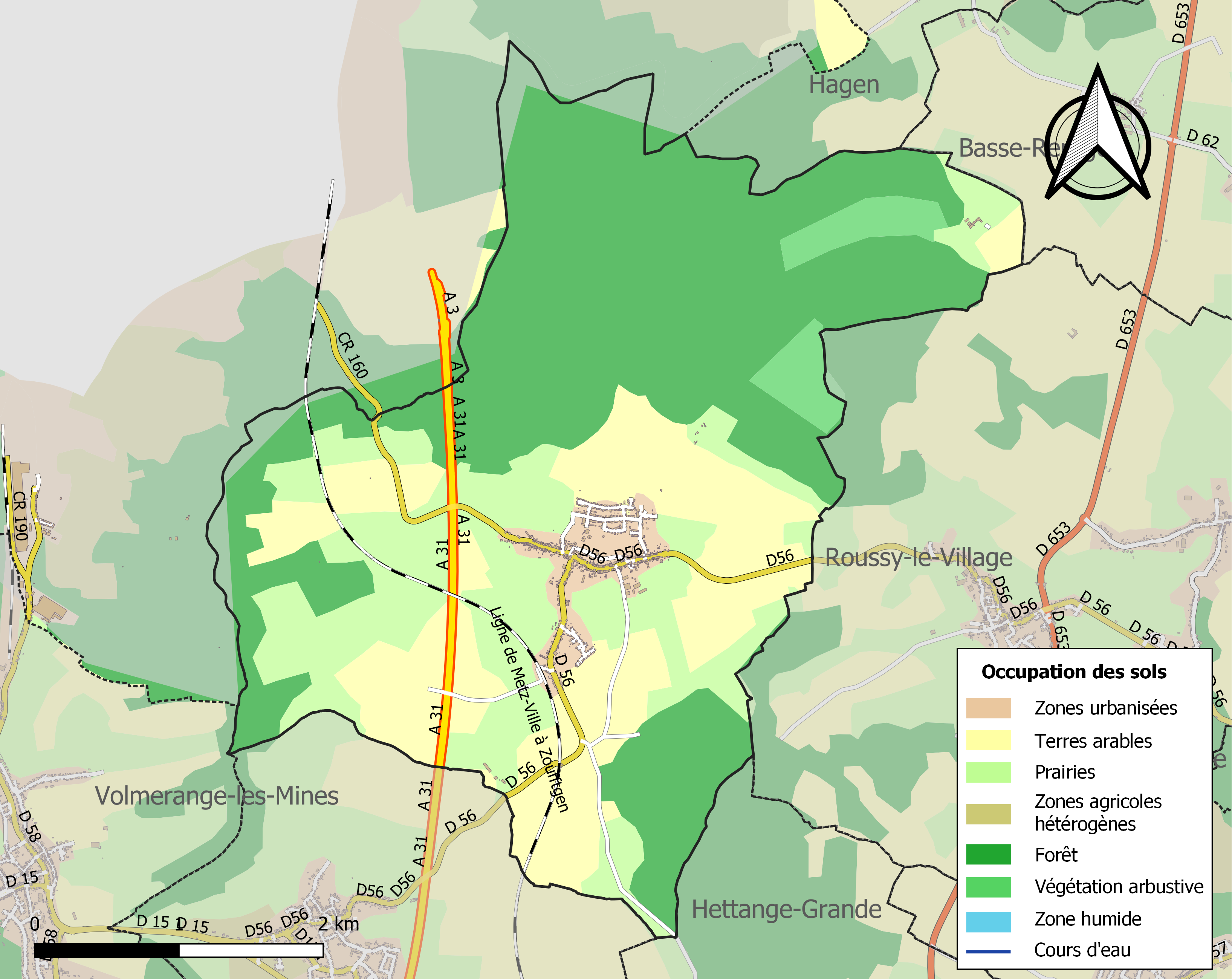
Kaart van de gemeente met de belangrijkste infrastructuur, bodemgebruik en omliggende gemeenten

## Demografie
Onderstaande figuur toont het verloop van het inwonertal.

## Treinongeluk
Op 11 oktober 2006 vond nabij Zoufftgen, precies op de Frans-Luxemburgse grens, een ernstig treinongeluk plaats, waarbij 6 personen het leven verloren en 16 gewond raakten. Door een fout van een Luxemburgse seinwachter kwam het tot een frontale botsing tussen een personentrein die van Luxemburg op weg was naar Nancy, en een goederentrein, die beide met een snelheid van ruim 100 km per uur reden.
Basse-Rentgen · Berg-sur-Moselle · Beyren-lès-Sierck · Boust · Breistroff-la-Grande · Cattenom · Entrange · Escherange · Évrange · Fixem · Gavisse · Hagen · Hettange-Grande · Illange · Kanfen · Manom · Mondorff · Puttelange-lès-Thionville · Rodemack · Roussy-le-Village · Thionville (deels) · Volmerange-les-Mines · Yutz · Zoufftgen